# Замок Лавут-Поліньяк
Замок Лавут-Поліньяк (фр. Château de Lavoûte-Polignac) — середньовічний замок в Франції.
Розташваний в долині Луари. Побудований з місцевого сірого вулканічного каменю. Спочатку мав оборонне значення. Був перебудований у XVII столітті віконтом де Поліньяк. І став літньою резиденцією сім'ї Поліньяк.

## Ресурси Інтернету
- Вікісховище має мультимедійні дані за темою: Замок Лавут-Поліньяк
- Офіційний сайт [Архівовано 5 січня 2010 у Wayback Machine.] (фр.)
- Види замку на початку XX століття на фото-листівках

1. ↑  base Mérimée — ministère de la Culture, 1978.